# Enis Fazlagiḱ
Enis Fazlagiḱ (in macedone Енис Фазлагиќ?; Veles, 27 marzo 2000) è un calciatore macedone, centrocampista del Vora.

## Caratteristiche tecniche
È un centrocampista centrale.

## Carriera

### Club
Cresciuto nel settore giovanile dello Škendija, ha esordito in prima squadra il 18 settembre 2016 disputando l'incontro di Prva Liga vinto 2-1 contro il Makedonija G.P..
Nel mercato estivo del 2018 è stato acquistato dallo Žilina, club della prima divisione slovacca.

### Nazionale
Ha giocato nelle nazionali giovanili macedoni Under-17, Under-19 ed Under-21.
Nel 2022 ha giocato una partita nella nazionale maggiore.

## Statistiche

### Presenze e reti nei club
Statistiche aggiornate al 16 agosto 2024.
| Stagione              | Squadra               | Campionato            | Campionato | Campionato | Coppe nazionali | Coppe nazionali | Coppe nazionali | Coppe continentali | Coppe continentali | Coppe continentali | Altre coppe | Altre coppe | Altre coppe | Totale | Totale | Totale |
| Stagione              | Squadra               | Comp                  | Pres       | Reti       | Comp            | Pres            | Reti            | Comp               | Pres               | Reti               | Comp        | Pres        | Reti        | Pres   | Reti   |        |
| --------------------- | --------------------- | --------------------- | ---------- | ---------- | --------------- | --------------- | --------------- | ------------------ | ------------------ | ------------------ | ----------- | ----------- | ----------- | ------ | ------ | ------ |
| 2016-2017             | Škendija              | PL                    | 3          | 0          | CM              | 0               | 0               | UEL                | 0                  | 0                  | -           | -           | -           | 3      | 0      |        |
| 2017-2018             | Škendija              | PL                    | 16         | 2          | CM              | 3               | 0               | UEL                | 2                  | 0                  | -           | -           | -           | 21     | 2      |        |
| Totale Škendija       | Totale Škendija       | Totale Škendija       | 19         | 2          |                 | 3               | 0               |                    | 2                  | 0                  |             | -           | -           | 24     | 2      |        |
| 2018-2019             | Žilina                | SL                    | 15         | 0          | CS              | 2               | 0               | -                  | -                  | -                  | -           | -           | -           | 17     | 0      |        |
| 2019-2020             | Žilina                | SL                    | 13         | 0          | CS              | 1               | 0               | -                  | -                  | -                  | -           | -           | -           | 14     | 0      |        |
| 2020-2021             | Žilina                | SL                    | 24         | 1          | CS              | 6               | 0               | UEL                | 0                  | 0                  | -           | -           | -           | 30     | 1      |        |
| 2021-gen. 2022        | Žilina                | SL                    | 16         | 0          | CS              | 1               | 0               | UECL               | 7                  | 0                  | -           | -           | -           | 24     | 0      |        |
| Totale Žilina         | Totale Žilina         | Totale Žilina         | 68         | 1          |                 | 10              | 0               |                    | 7                  | 0                  |             | -           | -           | 85     | 1      |        |
| gen.-giu. 2022        | Wisła Cracovia        | EK                    | 13         | 0          | CP              | 1               | 0               | -                  | -                  | -                  | -           | -           | -           | 14     | 0      |        |
| lug.-ago. 2022        | Wisła Cracovia        | 1L                    | 2          | 0          | CP              | -               | -               | -                  | -                  | -                  | -           | -           | -           | 2      | 0      |        |
| set. 2022-2023        | DAC Dunajská Streda   | SL                    | 6          | 0          | CS              | 2               | 0               | -                  | -                  | -                  | -           | -           | -           | 8      | 0      |        |
| 2023-gen. 2024        | Wisła Cracovia        | 1L                    | 0          | 0          | CP              | 0               | 0               | -                  | -                  | -                  | -           | -           | -           | 0      | 0      |        |
| gen.-giu. 2024        | Górnik Łęczna         | 1L                    | 10         | 0          | CP              | -               | -               | -                  | -                  | -                  | -           | -           | -           | 10     | 0      |        |
| 2024-apr. 2025        | Wisła Cracovia        | 1L                    | 0          | 0          | CP              | 0               | 0               | -                  | -                  | -                  | -           | -           | -           | 0      | 0      |        |
| Totale Wisła Cracovia | Totale Wisła Cracovia | Totale Wisła Cracovia | 15         | 0          |                 | 1               | 0               |                    | -                  | -                  |             | -           | -           | 16     | 0      |        |
| 2025-2026             | Vora                  | KS                    | 0          | 0          | CA              | 0               | 0               | -                  | -                  | -                  | -           | -           | -           | 0      | 0      |        |
| Totale carriera       | Totale carriera       | Totale carriera       | 118        | 3          |                 | 16              | 0               |                    | 9                  | 0                  |             | -           | -           | 143    | 3      |        |

## Palmarès

### Club

#### Competizioni nazionali
- Campionato macedone: 1

Škendija: 2017-2018
- Coppa di Macedonia: 1

Škendija: 2017-2018